# Ayenia compacta
Ayenia compacta är en malvaväxtart som beskrevs av Joseph Nelson Rose. Ayenia compacta ingår i släktet Ayenia och familjen malvaväxter. Inga underarter finns listade i Catalogue of Life.